# 1203 Nanna
1203 Nanna là một tiểu hành tinh vành đai chính. Nó được phát hiện bởi Max Wolf ngày 5 tháng 10 năm 1931. Tên ban đầu của nó là 1931 TA. Nó được đặt theo tên the title of several paintings bởi Anselm Feuerbach.